# World Athletics Relays 2021 – 4×400 meter mannen
De 4×400 meter mannen op de World Athletics Relays 2021 vond plaats op 1 en 2 mei in het Śląskistadion van Chorzów.

## Records[1]
| Wereldrecord                        | Andrew Valmon, Quincy Watts, Butch Reynolds, Michael Johnson                         | 2:54,29 | Stuttgart   | 22 augustus 1993  |
| Kampioenschapsrecord                | David Verburg, Tony McQuay, Christian Taylor, LaShawn Merritt                        | 2:57,25 | Nassau      | 25 mei 2014       |
| Wereldleiding                       | Daniel Stokes, Randolph Ross, Elijah Young, Trevor Stewart                           | 3:00.23 | Austin      | 27 March 2021     |
| Afrikaans record                    | Enefiok Udo-Obong, Sunday Olarewaju Bada, Jude Monye, Clement Chukwu                 | 2:58,68 | Sydney      | 30 september 2000 |
| Aziatisch record                    | Abderrahman Samba, Mohamed Nasir Abbas, Mohamed el Nour, Abdalelah Haroun            | 3:00,56 | Jakarta     | 30 augustus 2018  |
| Noord, centraal en caribisch record | Andrew Valmon, Quincy Watts, Butch Reynolds, Michael Johnson                         | 2:54,29 | Stuttgart   | 22 augustus 1993  |
| Zuid-Amerikaans record              | Eronilde de Araújo, Anderson Jorge dos Santos, Claudinei da Silva, Sanderlei Parrela | 2:58,56 | Winnipeg    | 30 juli 1999      |
| Europees record                     | Adam Gemili, Zharnel Hughes, Richard Kilty, Nethaneel Mitchell-Blake                 | 3:56,60 | Atlanta     | 3 augustus 1996   |
| Oceanisch record                    | Darren Clark, Rick Mitchell, Gary Minihan, Bruce Frayne                              | 2:59,70 | Los Angeles | 11 augustus 1984  |

## Resultaten

### Series[2]
De eerste twee van elke serie kwalificeerden zich direct voor de finale (Q). Diegene kwalificeerde zich direct voor de Olympische spelen 2020 (OQ) en voor de Wereldkampioenschappen atletiek 2022 (WQ).
| Rang | Serie | Baan | Land | Atleten                                                                               | Tijd    | Bijz.         |
| ---- | ----- | ---- | ---- | ------------------------------------------------------------------------------------- | ------- | ------------- |
| 1    | 2     | 7    | NED  | Jochem Dobber, Liemarvin Bonevacia, Ramsey Angela, Tony van Diepen                    | 3:03,03 | Q, OQ, WQ, SB |
| 2    | 1     | 7    | JPN  | Rikuya Ito, Kentaro Sato, Kazuma Higuchi, Kaito Kawabata                              | 3:03,31 | Q, OQ, WQ, SB |
| 3    | 2     | 4    | RSA  | Lythe Pillay, Zakhiti Nene, Oscar Mavundla, Ranti Marvin Dikgale                      | 3:03,79 | Q, OQ, WQ, SB |
| 4    | 2     | 5    | BEL  | Dylan Borlée, Robin Vanderbemden, Jonathan Sacoor, Kevin Borlée                       | 3:04,01 | Q, WQ, SB     |
| 5    | 3     | 7    | BOT  | Isaac Makwala, Leungo Scotch, Boitumelo Masilo, Ditiro Nzamani                        | 3:04,03 | Q, OQ, WQ, SB |
| 6    | 1     | 6    | COL  | Jhon Perlaza, Yilmar Herrera, Jhon Solís, Anthony Zambrano                            | 3:04,64 | Q, WQ, SB     |
| 7    | 1     | 3    | FRA  | Mamadou Kassé Hann, Loïc Prévot, Nicolas Courbière, Thomas Jordier                    | 3:04,78 | Q, WQ, SB     |
| 8    | 3     | 5    | ITA  | Lorenzo Benati, Alessandro Sibilio, Brayan Lopez, Vladimir Aceti                      | 3:04,81 | Q, WQ, SB     |
| 9    | 3     | 3    | POL  | Kajetan Duszyński, Dariusz Kowaluk, Wiktor Suwara, Karol Zalewski                     | 3:05,04 | SB, WQ        |
| 10   | 1     | 4    | CZE  | Michal Desenský, Pavel Maslák, Martin Tuček, Patrik Šorm                              | 3:05,11 | SB, WQ        |
| 11   | 3     | 6    | GER  | Tobias Lange, Marvin Schlegel, Torben Junker, Manuel Sanders                          | 3:05,83 | SB            |
| 12   | 2     | 6    | TUR  | Oğuzhan Kaya, Yavuz Can, Berke Akçam, İlyas Çanakçı                                   | 3:06,05 | SB            |
| 13   | 2     | 3    | ESP  | Óscar Husillos, Lucas Búa, Manuel Guijarro, Samuel García                             | 3:06,09 | SB            |
| 14   | 3     | 4    | GBR  | Joseph Brier, James Williams, Kevin Metzger, Dwayne Cowan                             | 3:10,63 |               |
| 15   | 1     | 5    | KEN  | Stanley Kieti Mutunga, William Rayian, David Sanayek Kapirante, Kevin Kiprotich Tonui | 3:10,81 | SB            |

### Finale[3]
| Rang   | Baan | Land | Atleten                                                            | Tijd    | Bijz. |
| ------ | ---- | ---- | ------------------------------------------------------------------ | ------- | ----- |
| Goud   | 5    | NED  | Jochem Dobber, Liemarvin Bonevacia, Ramsey Angela, Tony van Diepen | 3:03,45 |       |
| Zilver | 4    | JPN  | Ryuichiro Sakai, Ryota Suzuki, Daisuke Miyamoto, Hiroki Yanagita   | 3:04,45 |       |
| Brons  | 7    | BOT  | Isaac Makwala, Leungo Scotch, Boitumelo Masilo, Ditiro Nzamani     | 3:04,77 |       |
| 4      | 8    | ITA  | Lorenzo Benati, Alessandro Sibilio, Brayan Lopez, Vladimir Aceti   | 3:05,11 |       |
| 5      | 6    | RSA  | Lythe Pillay, Zakhiti Nene, Oscar Mavundla, Ranti Marvin Dikgale   | 3:05,76 |       |
| 6      | 9    | COL  | Jhon Perlaza, Yilmar Herrera, Jhon Solís, Anthony Zambrano         | 3:05,91 |       |
| 7      | 3    | FRA  | Victor Coroller, Gilles Biron, Ludovic Ouceni, Muhammad Kounta     | 3:06,16 |       |
| 8      | 2    | BEL  | Dylan Borlée, Robin Vanderbemden, Jonathan Sacoor, Kevin Borlée    | 3:10,74 |       |

1. ↑  World Athletics. web.archive.org (4 maart 2021). Gearchiveerd op 4 maart 2021. Geraadpleegd op 26 mei 2024.
2. ↑  HEATS | 4x400 Metres Relay | Results | Silesia 21 | World Athletics Relays. worldathletics.org. Geraadpleegd op 26 mei 2024.
3. ↑  Uitslag finale.